# 戦場の狼II
『戦場の狼II』（英題：MERCS）は、カプコンが開発し1990年により稼働開始したアーケード用アクションシューティングゲーム。1985年に稼働開始した『戦場の狼』の続編で、カプコン製のシステム基板である「CPシステム」の第9弾。
後に家庭用ゲーム機に移植された（#移植版）。

## システム
前作と異なる点として、専用筐体、もしくは汎用筐体用専用コンパネにより3人同時プレイができるようになったほか、主人公がライフ制になったこと、「メガクラッシュ」により画面全体の敵にダメージを与えられるようになったこと、ジープや戦車などに乗って攻撃することができるようになったことなどが挙げられる。武器は、ライフル、グレネード・ランチャー、ショットガン、火炎放射器の4種類から選択できる。全7ステージで、各ステージには、ハリアー、戦車、戦闘ヘリコプター、走行列車砲などのボスキャラクターが待ち受けている。

## ストーリー
19XX年、R国において革命派と保守派との対立により、軍事クーデターが発生した。同時期に、軍縮会談のためにR国を訪問していた合衆国大統領が革命派たちによって拉致されてしまう。
合衆国側はこれに対し、革命派勢力へ刺激を与えないよう、大統領救出のための表面的な武力介入は行わず、密かに選りすぐりの傭兵部隊であるウルフ=フォースの出動を命じるのであった。

## ステージ構成
MISSION 1「作戦開始」
MISSION 2「敵戦車地帯」
MISSION 3「敵主力戦艦」
MISSION 4「山岳地」
MISSION 5「市街地」
MISSION 6「R国空軍基地」
FINAL MISSION

## キャラクター

### 主人公
ジョセフ=ギブソン
「仲間殺し」の異名を持つ兵士。アメリカ陸軍グリーンベレー第7空挺団所属。兵器の造詣が深く、どんな武器でも使いこなすことができる。
ハワード=パウエル
アメリカ陸軍第101空中強襲師団に入隊後、海兵隊に移籍し戦果を上げる。後にウルフ=フォースに参加し、リーダーとなる。
トーマス=クラーク
第1特殊戦航空団第8特殊戦飛行中隊を経て、アメリカ第23空軍所属。特殊パイロット養成コース出身のため、様々な兵器の操縦を得意としている。

### ボスキャラクター
垂直離着陸機バッドホーク
MISSION 1のボス。
大型歩兵戦闘車ファイア=ドレイク
MISSION 2のボス。
大型戦闘攻撃ヘリ・デス=インセクター
MISSION 3のボス。
火炎放射艇・バーナー=ドルフィン
MISSION 4のボス。
装甲列車NV-0009RS
MISSION 5のボス。
ADS・NEO・ローランドミサイル兵器
MISSION 6のボス。

## 移植版
| No. | タイトル                                                                     | 発売日                                     | 対応機種                                            | 開発元          | 発売元    | メディア                              | 型式                                  | 売上本数 | 備考                               |
| --- | ---------------------------------------------------------------------------- | ------------------------------------------ | --------------------------------------------------- | --------------- | --------- | ------------------------------------- | ------------------------------------- | -------- | ---------------------------------- |
| 1   | 戦場の狼II Mercs                                                             | 1991年9月27日 1991年10月 1991年            | メガドライブ                                        | セガ            | セガ      | 8メガビットロムカセット               | G-4051 1119                           | -        |                                    |
| 2   | Mercs                                                                        | 1991年                                     | セガ・マスターシステム                              | Tiertex         | セガ      | ロムカセット                          | 9007                                  | -        |                                    |
| 3   | Mercs                                                                        | 1991年                                     | Amiga Amstrad CPC Atari ST コモドール64 ZX Spectrum | Tiertex         | U.S. Gold | フロッピーディスク                    | -                                     | -        | 北米ではコモドール64版のみ発売     |
| 4   | カプコンジェネレーション 第4集 孤高の英雄 Capcom Generations 4: Blazing Guns | 1998年11月12日 1999年9月3日                | PlayStation セガサターン                            | カプコン        | カプコン  | CD-ROM                                | PS: SLPS-01701 SLES-31881 SS:T-1235G  | -        | セガサターン版は日本のみ発売       |
| 5   | カプコン クラシックス コレクション                                           | 2005年9月27日 2005年11月18日 2006年3月2日  | PlayStation 2 Xbox                                  | カプコン        | カプコン  | DVD-ROM                               | PS2: SLUS-21316 SLES-53661            | -        | Xbox版は日本国内未発売             |
| 6   | カプコン クラシックス コレクション Capcom Classics Collection Reloaded       | 2006年9月7日 2006年10月24日 2006年11月10日 | PlayStation Portable                                | カプコン        | カプコン  | UMD                                   | PS2: ULJM-05104 ULUS-10134 ULES-00377 | -        |                                    |
| 7   | 戦場の狼II Mercs                                                             | 2008年11月4日 2009年2月9日 2009年2月20日   | Wii                                                 | カプコン        | カプコン  | ダウンロード （バーチャルコンソール） | -                                     | -        | メガドライブ版の移植               |
| 8   | カプコンアーケードスタジアム                                                 | INT 2021年2月18日                          | Nintendo Switch                                     |                 | カプコン  | ダウンロード                          | -                                     | -        | アーケード版(日本版のみ収録)の移植 |
| 9   | カプコンアーケードスタジアム                                                 | INT 2021年5月25日                          | PlayStation 4 Xbox One PC(Steam)                    |                 | カプコン  | ダウンロード                          | -                                     | -        | アーケード版(日本版のみ収録)の移植 |
| 10  | セガ メガドライブ for Nintendo Switch Online                                 | 2024年11月27日 2024年11月26日              | Nintendo Switch                                     | 任天堂 エムツー | 任天堂    | ダウンロード                          | -                                     | -        | メガドライブ版の移植               |

メガドライブ版
カプコンではなくセガより発売された。1人プレイ専用に仕様変更されたが、アーケードモードの他に、能力の異なる5人のキャラを使い分けて戦うオリジナルモードが収録された。
セガ・マスターシステム
日本国外のみで発売。開発は英Tiertex社。
PlayStation、セガサターン版
『カプコンジェネレーション 〜第4集 孤高の英雄〜』に収録。
PlayStation 2版
『カプコン クラシックス コレクション』に収録。
PlayStation Portable
『カプコン クラシックス コレクション』に収録。本体を縦に持って縦画面でのプレイや、アドホックやシェアリングでの協力プレイなども可能。コレクションモードには、設定資料や販促グッズのアートギャラリー、サウンドテスト、CHEATなども収録。
Wii版
バーチャルコンソールでメガドライブ版を配信。

## スタッフ
アーケード版
- 企画：赤堀雅行、N.SAITO
- チーフ・デザイナー：岡野正衛、藤原得郎、木嶋美紀
- キャラクター・デザイナー：西尾仁志、はやしたかし、かくたゆかり、木佐貫久司、M.NONAKA、小林美保、Y.KATAYAMA
- サウンド：後藤真奈美
- サウンド・プログラマー：坂口由洋
- プログラマー：赤堀雅行、T.OHTA、まついよしひろ
- スペシャル・サンクス：安田朗、M.YASUDA、山下さとる、M.OKAZAKI、西辻朝枝、K.UCHIDA、鵜飼敏、大野純一、おうじよしあき、M.KAWAMURA、きたやまけいこ、京谷有紀、こじまのりこ、C.KANEMITSU、さくらいまさお、T.NAGATO、E.NISHIHARA、S.MATSUMOTO、みのべひろあき、やまもとこうじ、山脇和男、横田幸次、スコット・マクスウェル

メガドライブ版
- 企画：KYAMURA（中村篤彦）
- デザイナー：L.C.（津川一吉）、REW（山本友浩）、MAJIKKO、MAJIMAJI
- プログラマー：MT BOOK（山本正伸）、PROTO 2（峰裕一朗）、MARKUN
- サウンド・アレンジャー：MILPO（香嶋良昭）
- プロデューサー：OSSIE（押谷眞）
- スペシャル・サンクス：MARUSAN、MU（近藤智宏）、TAKA OH（見吉隆夫）、AX（おのけんいち）、SUNSET、OTAKU、TSUCH（土屋淳一）、TOMO

## 評価
メガドライブ版
ゲーム誌『ファミコン通信』の「クロスレビュー」では、6・7・6・5の合計で24点（満40点）となっており、レビュアーからの肯定的な意見としては、「爽快感に関しては、あいかわらずすごいモノがあるよね。このへんはカプコンのお家芸だな」とゲーム性に関しては肯定的に評価しているが、「こういった8方向シューティングの場合、爽快感を求めるあまり、どうしてもゲームデザインが荒削りの方向にいってしまう」と完成度に関して否定的な評価を下している。
ゲーム誌『メガドライブFAN』の読者投票による「ゲーム通信簿」での評価は以下の通り19.23点（満30点）となっている。また、同雑誌1993年7月号特別付録の「メガドライブ&ゲームギア オールカタログ'93」では、「業務用と同様、難易度は高めだがプレイ感は爽快」とゲーム性に関して肯定的なコメントで紹介されている。
| 項目 | キャラクタ | 音楽 | 操作性 | 熱中度 | お買得度 | オリジナリティ | 総合  |
| 得点 | 3.36       | 3.19 | 3.13   | 3.44   | 3.12     | 2.99           | 19.23 |